# Johann Pfeffer (Bildhauer)
Johann Pfeffer († nach 1676) war ein deutscher Bildhauer im Herzogtum Preußen.

## Leben
Er wurde nur 1669 als Joh. Pfeffer genannt, der Bildhauerarbeiten für das Residenztor und die Schlossbrücke in Königsberg lieferte. 1676 wurde der Altaraufsatz in der Kirche in Kumehnen von einem Bildhauer Nahmens Pfeffer hergestellt. In der Kunstgeschichte wird angenommen, dass es sich um dieselbe Person handelte. In einem ähnlichen Stil wurden zahlreiche Holzschnitzarbeiten in Kirchen der Umgebung angefertigt.
Friedrich Pfeffer könnte sein Sohn sein. Dieser wirkte in Goldap und schuf wahrscheinlich den Altar und die Kanzel im Jahr 1700 sowie weitere stilistisch ähnliche Werke.
In allen erwähnten Kirchen ist heute die Innenausstattung verschwunden, ob sich noch einzelne Reste an anderen Orten erhalten haben, ist bisher nicht ermittelt worden.

## Werkverzeichnis (Auswahl)
Gesicherte Werke
- Schloss Königsberg, Verzierungen zum Residenztor und zur Schlossbrücke, 1669, um 1700 abgebrochen
- Kirche Kumehnen, Altaraufsatz, 1676

Zugeschriebene Werke
Diese Werke werden auf Grund ihrer großen stilistischen Ähnlichkeit zum Altaraufsatz in Kumehnen von Ulbrich ebenfalls Johann Pfeffer oder seiner Werkstatt zugeordnet. Die Werke sind alle verloren.
- Kirche Medenau, Kanzel, 1668
- Kirche Wargen, Kanzel, 1668, Altaraufsatz, 1672
- Kirche Germau, Kanzel, 1670
- Kirche Jesau, Kanzelaltar, 1673
- Kirche Alt Pillau, Kanzel, 1676
- Altroßgärter Kirche,  Königsberg, Kanzel, 1666, Altaraufsatz 1676/77

Weitere stilistisch verwandte Werke
Die folgenden Arbeiten werden von Ulbrich ebenfalls der Werkstatt zugeordnet. Die meisten Werke sind verloren, erhaltene Arbeiten sind fettgedruckt.
- Kirche Landsberg, Altar und Kanzel, um 1660/70
- Kirche Schmoditten, Kanzelaltar, 1676, Wandgrabmal des Johann Soher, 1677
- Kirche Bartenstein, Wandgrabmal von Hans Christoph von Schlubhut, 1676/77, evtl. erhalten
- Deutsche Kirche Tilsit, Kanzel, 1677
- Kirche Tharau, Orgelgehäuse, 1677
- Kirche Brandenburg, Altaraufsatz, 1680
- Kirche Schaaken, Altaraufsatz, 1680
- Kirche Eylau, Altaraufsatz, 1681
- Kirche Allenburg, Altaraufsatz, 1681
- Kirche Falkenau, Altaraufsatz, 1681, erhalten[7]
- Kirche Marienfelde, 1682
- Kirche Allenau, Altaraufsatz, 1683
- Kirche Szabienen, Altaraufsatz, Kanzel, um 1680, Altaraufsatz erhalten[8]
- Kirche Reddenau, Kanzel, Altaraufsatz, um 1687, einige Figuren erhalten[9]
- Kirche Döbern, Altaraufsatz, 1687
- Kirche Plibischken, Figuren
- Kirche Bludau, Figuren
- Kirche Frauenburg, Figuren